# Quarterback titolari dei Minnesota Vikings

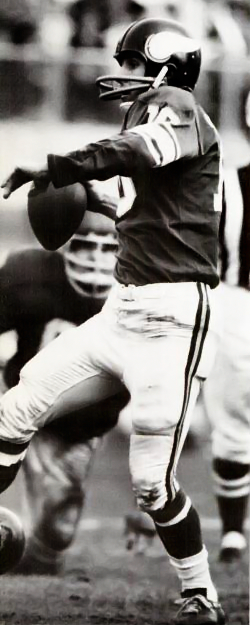
F. Tarkenton 1961-1966, 1972-1978

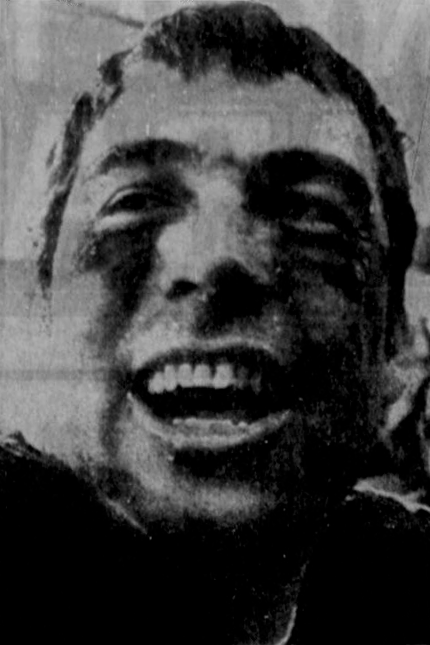
J. Kapp 1967-1969

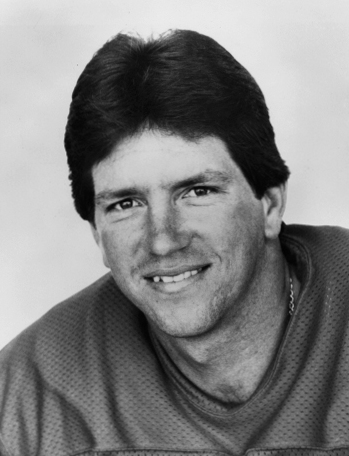
T. Kramer 1977-1989

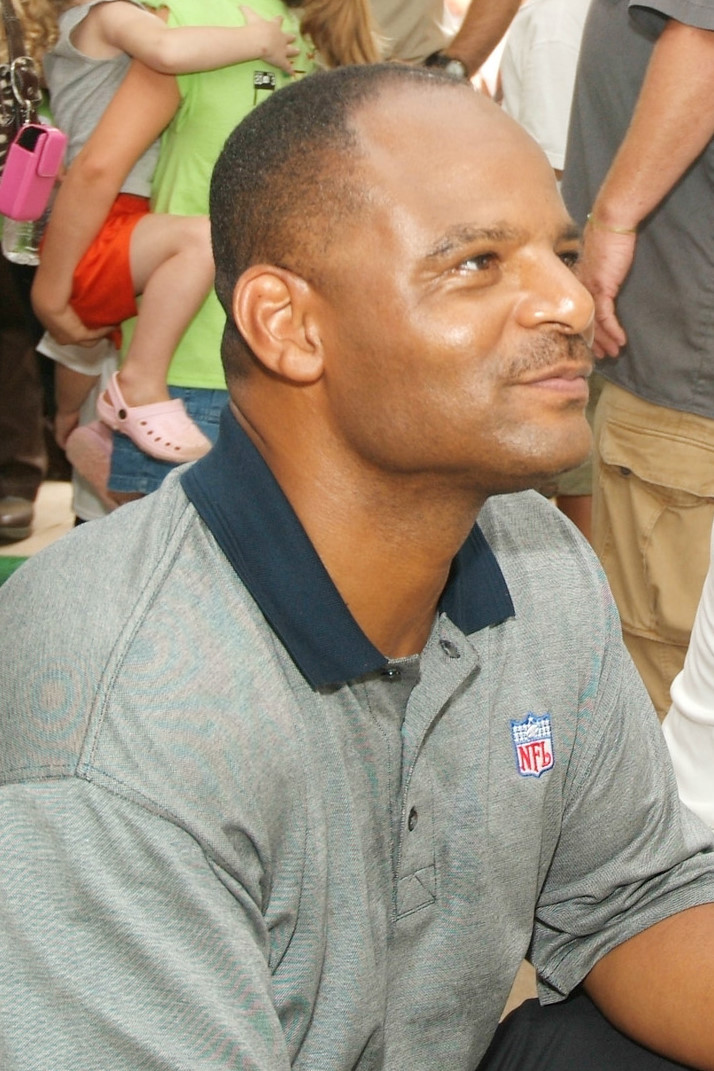
W. Moon 1994-1996

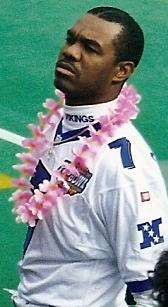
R. Cunningham 1997-1999

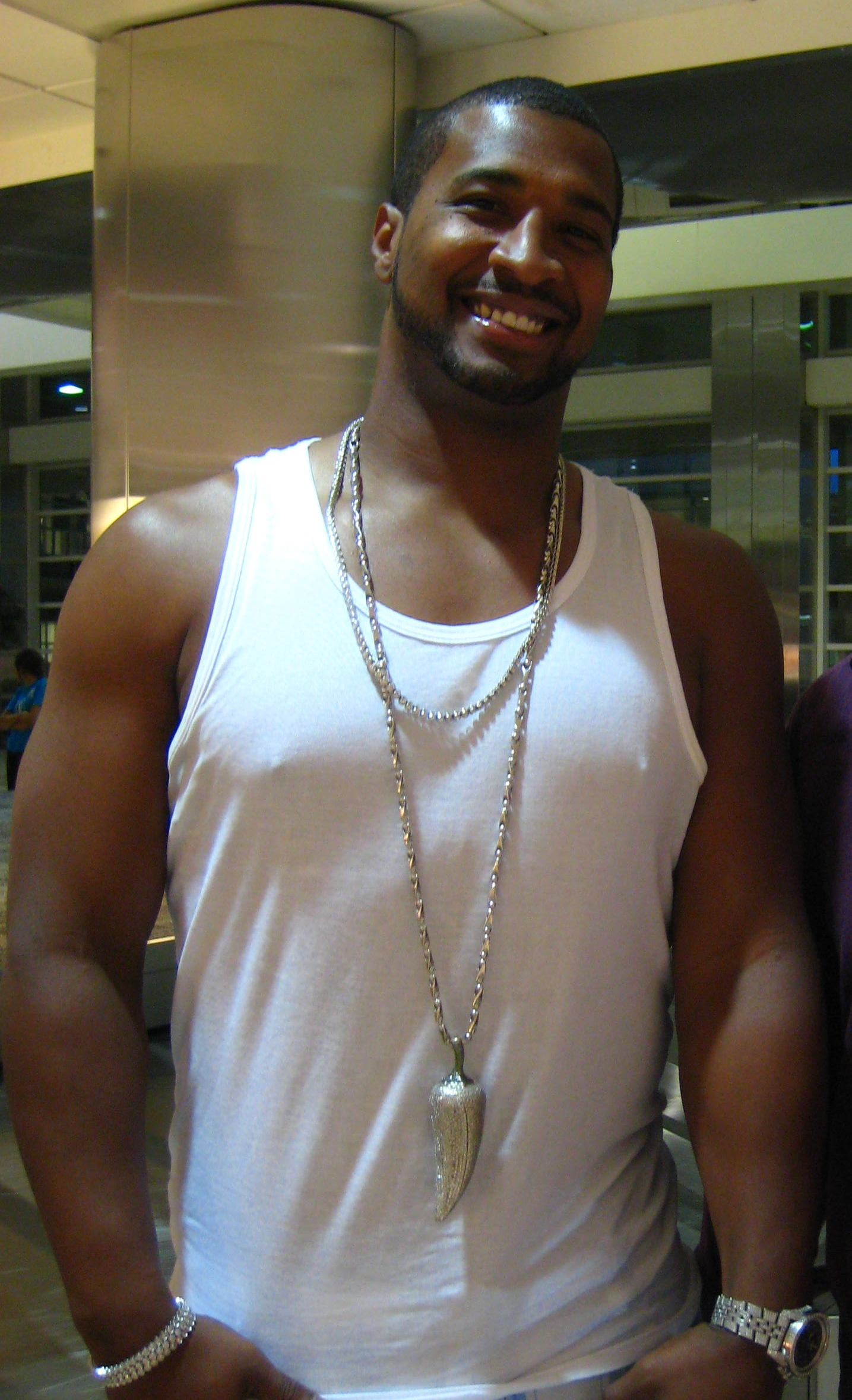
D. Culpepper 2000-2005

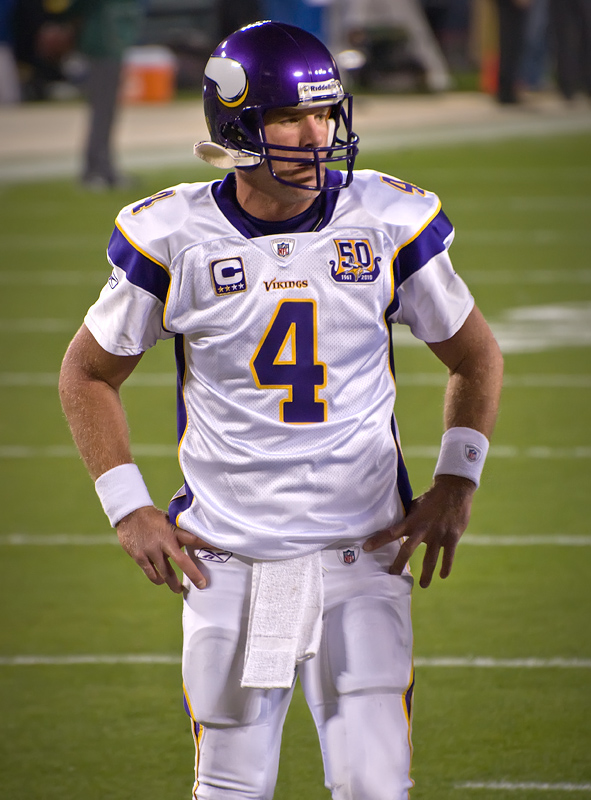
B. Favre 2009-2010

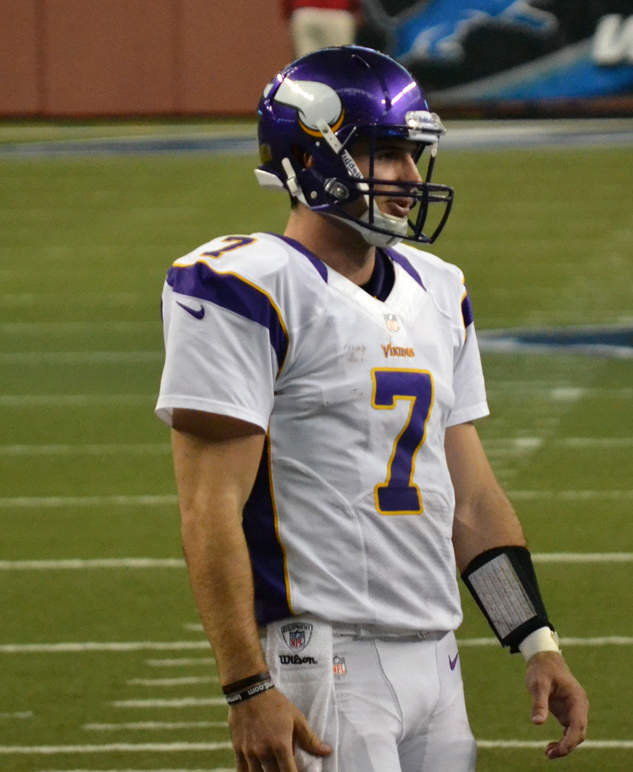
C. Ponder 2011-2014

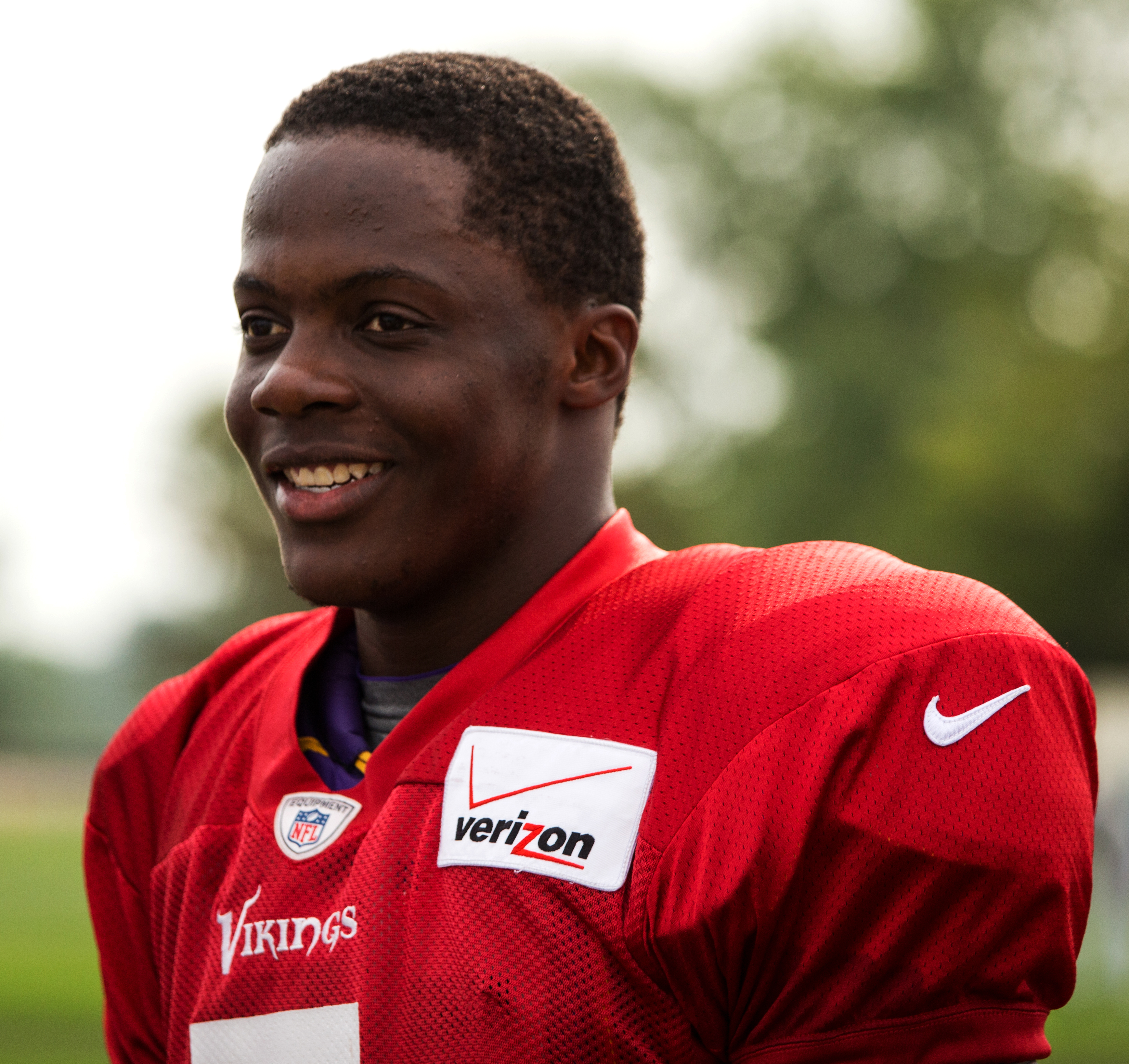
T. Bridgewater 2014-2015

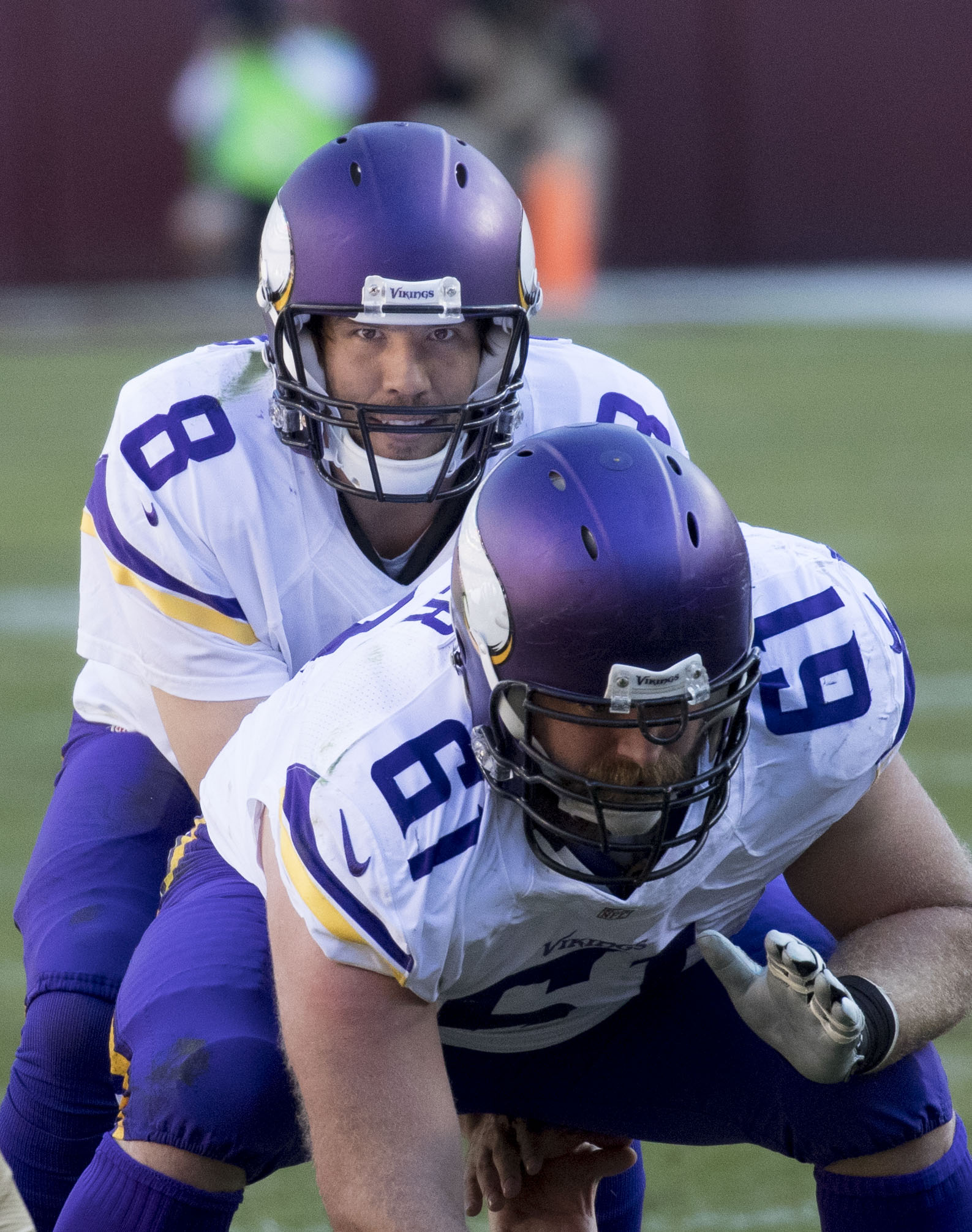
S. Bradford 2016-

Questi quarterback sono partiti come titolari per i Minnesota Vikings della National Football League. Sono inseriti in ordine di data a partire dalla prima partenza come titolari nei Vikings.

## Quarterback titolari
Legenda
| Rookie   | In corsivo sono indicati i giocatori titolari nel loro anno da rookie                                                    |
| All-Pro  | In grassetto sono indicati i giocatori inseriti nelle formazioni All-Pro nella medesima stagione                         |
| Pro Bowl | Con la sottolineatura sono indicati i giocatori convocati al Pro Bowl nella medesima stagione                            |
| (#)      | Numero di gare disputate come titolare nella relativa stagione regolare o il record di vittorie/sconfitte in post-season |
| ^        | Membro indotto nella Pro Football Hall of Fame                                                                           |
| †        | Giocatore vincitore del titolo di MVP della NFL nel medesimo anno                                                        |
| ‡        | Giocatore vincitore del titolo di Miglior giocatore offensivo dell'anno della NFL nel medesimo anno                      |
| ±        | Giocatore leader della NFL in yard passate nel medesimo anno                                                             |
| ≡        | Giocatore leader della NFL in touchdown passati nel medesimo anno                                                        |

### Stagione regolare
| Stagione | Quarterback                                                      | Note                 |
| -------- | ---------------------------------------------------------------- | -------------------- |
| 1961     | Fran Tarkenton^ (10) / George Shaw (4)                           | [ 2 ] [ 3 ] [ 4 ]    |
| 1962     | Fran Tarkenton^ (14)                                             | [ 5 ]                |
| 1963     | Fran Tarkenton^ (13) / Ron Vander Kelen (1)                      | [ 6 ] [ 7 ]          |
| 1964     | Fran Tarkenton^ (14)                                             | [ 8 ]                |
| 1965     | Fran Tarkenton^ (14)                                             | [ 9 ]                |
| 1966     | Fran Tarkenton^ (12) / Bob Berry (1) / Ron Vander Kelen (1)      | [ 10 ] [ 11 ]        |
| 1967     | Joe Kapp (11) / Ron Vander Kelen (3)                             | [ 12 ] [ 13 ]        |
| 1968     | Joe Kapp (14)                                                    | [ 14 ]               |
| 1969     | Joe Kapp (13) / Gary Cuozzo (1)                                  | [ 15 ] [ 16 ]        |
| 1970     | Gary Cuozzo (12) / Bob Lee (2)                                   | [ 17 ] [ 18 ]        |
| 1971     | Gary Cuozzo (8) / Bob Lee (4) / Norm Snead (2)                   | [ 19 ] [ 20 ]        |
| 1972     | Fran Tarkenton^ (14)                                             | [ 21 ]               |
| 1973     | Fran Tarkenton^ (14)                                             | [ 22 ]               |
| 1974     | Fran Tarkenton^ (13) / Bob Berry (1)                             | [ 23 ]               |
| 1975     | Fran Tarkenton^†‡≡ (14)                                          | [ 24 ]               |
| 1976     | Fran Tarkenton^ (13) / Bob Lee (1)                               | [ 25 ]               |
| 1977     | Fran Tarkenton^ (9) / Bob Lee (4) / Tommy Kramer (1)             | [ 26 ] [ 27 ]        |
| 1978     | Fran Tarkenton^± (16)                                            | [ 28 ]               |
| 1979     | Tommy Kramer (16)                                                | [ 29 ]               |
| 1980     | Tommy Kramer (15) / Steve Dils (1)                               | [ 30 ] [ 31 ]        |
| 1981     | Tommy Kramer (14) / Steve Dils (2)                               | [ 32 ]               |
| 1982     | Tommy Kramer (9)                                                 | [ 33 ]               |
| 1983     | Steve Dils (12) / Tommy Kramer (3) / Wade Wilson (1)             | [ 34 ] [ 35 ]        |
| 1984     | Tommy Kramer (9) / Wade Wilson (5) / Archie Manning (2)          | [ 36 ] [ 37 ]        |
| 1985     | Tommy Kramer (15) / Wade Wilson (1)                              | [ 38 ]               |
| 1986     | Tommy Kramer (13) / Wade Wilson (3)                              | [ 39 ]               |
| 1987     | Wade Wilson (7) / Tommy Kramer (5) / Tony Adams (3)              | [ 40 ] [ 41 ]        |
| 1988     | Wade Wilson (10) / Tommy Kramer (6)                              | [ 42 ]               |
| 1989     | Wade Wilson (12) / Tommy Kramer (4)                              | [ 43 ]               |
| 1990     | Rich Gannon (12) / Wade Wilson (4)                               | [ 44 ] [ 45 ]        |
| 1991     | Rich Gannon (11) / Wade Wilson (5)                               | [ 46 ]               |
| 1992     | Rich Gannon (12) / Sean Salisbury (4)                            | [ 47 ] [ 48 ]        |
| 1993     | Jim McMahon (12) / Sean Salisbury (4)                            | [ 49 ] [ 50 ]        |
| 1994     | Warren Moon^ (15) / Sean Salisbury (1)                           | [ 51 ] [ 52 ]        |
| 1995     | Warren Moon^ (16)                                                | [ 53 ]               |
| 1996     | Warren Moon^ (8) / Brad Johnson (8)                              | [ 54 ] [ 55 ]        |
| 1997     | Brad Johnson (13) / Randall Cunningham (3)                       | [ 56 ] [ 57 ]        |
| 1998     | Randall Cunningham (14) / Brad Johnson (2)                       | [ 58 ]               |
| 1999     | Jeff George (10) / Randall Cunningham (6)                        | [ 59 ] [ 60 ]        |
| 2000     | Daunte Culpepper≡ (16)                                           | [ 61 ] [ 62 ]        |
| 2001     | Daunte Culpepper (11) / Todd Bouman (3) / Spergon Wynn (2)       | [ 63 ] [ 64 ] [ 65 ] |
| 2002     | Daunte Culpepper (16)                                            | [ 66 ]               |
| 2003     | Daunte Culpepper (14) / Gus Frerotte (2)                         | [ 67 ] [ 68 ]        |
| 2004     | Daunte Culpepper± (16)                                           | [ 69 ]               |
| 2005     | Daunte Culpepper (7) / Brad Johnson (9)                          | [ 70 ]               |
| 2006     | Brad Johnson (14) / Tarvaris Jackson (2)                         | [ 71 ] [ 72 ]        |
| 2007     | Tarvaris Jackson (12) / Kelly Holcomb (3) / Brooks Bollinger (1) | [ 73 ] [ 74 ] [ 75 ] |
| 2008     | Gus Frerotte (11) / Tarvaris Jackson (5)                         | [ 76 ]               |
| 2009     | Brett Favre (16)                                                 | [ 77 ] [ 78 ]        |
| 2010     | Brett Favre (13) / Tarvaris Jackson (1) / Joe Webb (2)           | [ 79 ] [ 80 ]        |
| 2011     | Donovan McNabb (6) / Christian Ponder (10)                       | [ 81 ] [ 82 ] [ 83 ] |
| 2012     | Christian Ponder (16)                                            | [ 84 ]               |
| 2013     | Christian Ponder (9) / Matt Cassel (6) / Josh Freeman (1)        | [ 85 ] [ 86 ] [ 87 ] |
| 2014     | Teddy Bridgewater (12) / Matt Cassel (3) / Christian Ponder (1)  | [ 88 ] [ 89 ]        |
| 2015     | Teddy Bridgewater (16)                                           | [ 89 ] [ 90 ]        |
| 2016     | Sam Bradford (15) / Shaun Hill (1)                               | [ 91 ] [ 92 ] [ 93 ] |

### Playoff
| Stagione | Quarterback                            | Note          |
| -------- | -------------------------------------- | ------------- |
| 1968     | Joe Kapp (0–1)                         | [ 13 ]        |
| 1969     | Joe Kapp (2–1)                         | [ 13 ]        |
| 1970     | Gary Cuozzo (0–1)                      | [ 16 ]        |
| 1971     | Bob Lee (0–1)                          | [ 18 ]        |
| 1973     | Fran Tarkenton (2–1)                   | [ 3 ]         |
| 1974     | Fran Tarkenton (2–1)                   | [ 3 ]         |
| 1975     | Fran Tarkenton (0–1)                   | [ 3 ]         |
| 1976     | Fran Tarkenton (2–1)                   | [ 3 ]         |
| 1977     | Bob Lee (1–1)                          | [ 18 ]        |
| 1978     | Fran Tarkenton (0–1)                   | [ 3 ]         |
| 1980     | Tommy Kramer (0–1)                     | [ 27 ]        |
| 1982     | Tommy Kramer (1–1)                     | [ 27 ]        |
| 1987     | Tommy Kramer (1–0) / Wade Wilson (1–1) | [ 27 ] [ 35 ] |
| 1988     | Wade Wilson (1–1)                      | [ 35 ]        |
| 1989     | Wade Wilson (0–1)                      | [ 35 ]        |
| 1992     | Sean Salisbury (0–1)                   | [ 48 ]        |
| 1993     | Jim McMahon (0–1)                      | [ 50 ]        |
| 1994     | Warren Moon (0–1)                      | [ 52 ]        |
| 1996     | Brad Johnson (0–1)                     | [ 55 ]        |
| 1997     | Randall Cunningham (1–1)               | [ 57 ]        |
| 1998     | Randall Cunningham (1–1)               | [ 57 ]        |
| 1999     | Jeff George (1–1)                      | [ 60 ]        |
| 2000     | Daunte Culpepper (1–1)                 | [ 62 ]        |
| 2004     | Daunte Culpepper (1–1)                 | [ 62 ]        |
| 2008     | Tarvaris Jackson (0–1)                 | [ 72 ]        |
| 2009     | Brett Favre (1–1)                      | [ 78 ]        |
| 2012     | Joe Webb (0–1)                         | [ 80 ]        |
| 2015     | Teddy Bridgewater (0–1)                | [ 89 ]        |

## Statistiche
| Stagioni | Stagioni disputate dal giocatore con la maglia dei Vikings | Yard | Yard lanciate                                         |
| PG       | Partite giocate (solo stagione regolare)                   | TD   | Touchdown lanciati                                    |
| PT       | Partite giocate da titolare (solo stagione regolare)       | Int  | Intercetti lanciati                                   |
| V        | Partite vinte come quarterback titolare                    | Lng  | Tentativo di passaggio completato più lungo (in yard) |
| P        | Partite perse come quarterback titolare                    | Rat  | Passer rating                                         |
| N        | Partite pareggiate come quarterback titolare               | Ten  | Tentativi di corsa                                    |
| Com      | Passaggi completati                                        | Yard | Yard corse                                            |
| Ten      | Passaggi tentati                                           | TD   | Touchdown su corsa                                    |
| %        | Percentuale di realizzazione                               | Lng  | Tentativo di corsa completato più lungo (in yard)     |

| Quarterback        | Stagioni            | PG                       | PT                       | V                        | P                        | N                        | Com                      | Ten                      | %                        | Yard                     | TD                       | Int                      | Lng                      | Rat                      | Ten                  | Yard                 | TD                   | Lng                  | Note   |
| Quarterback        | Stagioni            | Statistiche su passaggio | Statistiche su passaggio | Statistiche su passaggio | Statistiche su passaggio | Statistiche su passaggio | Statistiche su passaggio | Statistiche su passaggio | Statistiche su passaggio | Statistiche su passaggio | Statistiche su passaggio | Statistiche su passaggio | Statistiche su passaggio | Statistiche su passaggio | Statistiche su corsa | Statistiche su corsa | Statistiche su corsa | Statistiche su corsa | Note   |
| ------------------ | ------------------- | ------------------------ | ------------------------ | ------------------------ | ------------------------ | ------------------------ | ------------------------ | ------------------------ | ------------------------ | ------------------------ | ------------------------ | ------------------------ | ------------------------ | ------------------------ | -------------------- | -------------------- | -------------------- | -------------------- | ------ |
| George Shaw        | 1961                | 8                        | 4                        | 1                        | 3                        | 0                        | 46                       | 91                       | 50,5                     | 530                      | 4                        | 4                        | 42                       | 64,8                     | 10                   | 39                   | 0                    | 19                   | [ 4 ]  |
| Fran Tarkenton     | 1961–1966 1972–1978 | 177                      | 170                      | 91                       | 73                       | 6                        | 2635                     | 4569                     | 57,7                     | 33098                    | 239                      | 194                      | 89                       | 80,1                     | 464                  | 2548                 | 22                   | 52                   | [ 3 ]  |
| Ron Vander Kelen   | 1963–1967           | 29                       | 5                        | 1                        | 4                        | 0                        | 107                      | 252                      | 42,5                     | 1375                     | 6                        | 11                       | 53                       | 50,0                     | 26                   | 116                  | 1                    | 20                   | [ 7 ]  |
| Bob Berry          | 1965–1967 1973–1975 | 24                       | 2                        | 1                        | 1                        | 0                        | 63                       | 124                      | 50,8                     | 708                      | 7                        | 8                        | 52                       | 60,1                     | 7                    | 25                   | 0                    | 8                    | [ 11 ] |
| Joe Kapp           | 1967–1969           | 40                       | 38                       | 23                       | 12                       | 3                        | 351                      | 699                      | 50,2                     | 4807                     | 37                       | 47                       | 85                       | 62,2                     | 99                   | 540                  | 5                    | 27                   | [ 13 ] |
| Gary Cuozzo        | 1968–1971           | 33                       | 21                       | 16                       | 5                        | 0                        | 276                      | 556                      | 49,6                     | 3552                     | 18                       | 23                       | 72                       | 63,6                     | 36                   | 85                   | 0                    | 15                   | [ 16 ] |
| Bob Lee            | 1969–1972 1975–1978 | 52                       | 11                       | 9                        | 2                        | 0                        | 159                      | 306                      | 52,0                     | 2153                     | 15                       | 17                       | 63                       | 67,9                     | 39                   | 37                   | 2                    | 10                   | [ 18 ] |
| Norm Snead         | 1971                | 7                        | 2                        | 2                        | 0                        | 0                        | 37                       | 75                       | 49,3                     | 470                      | 1                        | 6                        | 55                       | 40,4                     | 6                    | 6                    | 1                    | 5                    | [ 20 ] |
| Tommy Kramer       | 1977–1989           | 128                      | 110                      | 54                       | 56                       | 0                        | 2011                     | 3648                     | 55,1                     | 24775                    | 159                      | 157                      | 76                       | 72,9                     | 214                  | 531                  | 8                    | 20                   | [ 27 ] |
| Steve Dils         | 1979–1984           | 47                       | 15                       | 6                        | 9                        | 0                        | 336                      | 623                      | 53,9                     | 3867                     | 15                       | 18                       | 68                       | 68,9                     | 24                   | 73                   | 0                    | 19                   | [ 31 ] |
| Wade Wilson        | 1981–1991           | 76                       | 48                       | 27                       | 21                       | 0                        | 929                      | 1665                     | 55,8                     | 12135                    | 66                       | 75                       | 75                       | 73,4                     | 159                  | 679                  | 9                    | 38                   | [ 35 ] |
| Archie Manning     | 1983–1984           | 8                        | 2                        | 0                        | 2                        | 0                        | 52                       | 94                       | 55,3                     | 545                      | 2                        | 3                        | 56                       | 66,1                     | 12                   | 41                   | 0                    | 16                   | [ 37 ] |
| Tony Adams         | 1987                | 3                        | 3                        | 0                        | 3                        | 0                        | 49                       | 89                       | 55,1                     | 607                      | 3                        | 5                        | 63                       | 64,2                     | 11                   | 31                   | 0                    | 12                   | [ 41 ] |
| Rich Gannon        | 1987–1992           | 48                       | 35                       | 19                       | 16                       | 0                        | 561                      | 1003                     | 55,9                     | 6457                     | 40                       | 36                       | 78                       | 73,9                     | 144                  | 720                  | 3                    | 42                   | [ 45 ] |
| Sean Salisbury     | 1992–1994           | 22                       | 9                        | 5                        | 4                        | 0                        | 228                      | 404                      | 56,4                     | 2772                     | 14                       | 9                        | 55                       | 80,0                     | 24                   | 1                    | 0                    | 6                    | [ 48 ] |
| Jim McMahon        | 1993                | 12                       | 12                       | 8                        | 4                        | 0                        | 200                      | 331                      | 60,4                     | 1968                     | 9                        | 8                        | 58                       | 76,2                     | 33                   | 96                   | 0                    | 16                   | [ 50 ] |
| Warren Moon        | 1994–1996           | 39                       | 39                       | 21                       | 18                       | 0                        | 882                      | 1454                     | 60,7                     | 10102                    | 58                       | 42                       | 85                       | 82,8                     | 69                   | 143                  | 0                    | 16                   | [ 52 ] |
| Brad Johnson       | 1994–1998 2005–2006 | 68                       | 46                       | 28                       | 18                       | 0                        | 1036                     | 1670                     | 62,0                     | 11098                    | 65                       | 48                       | 82                       | 82,5                     | 139                  | 368                  | 2                    | 28                   | [ 55 ] |
| Randall Cunningham | 1997–1999           | 27                       | 23                       | 16                       | 7                        | 0                        | 427                      | 713                      | 59,9                     | 5680                     | 48                       | 23                       | 67                       | 94,2                     | 61                   | 317                  | 1                    | 28                   | [ 57 ] |
| Jeff George        | 1999                | 12                       | 10                       | 8                        | 2                        | 0                        | 191                      | 329                      | 58,1                     | 2816                     | 23                       | 12                       | 80                       | 94,2                     | 16                   | 41                   | 0                    | 17                   | [ 60 ] |
| Daunte Culpepper   | 1999–2005           | 81                       | 80                       | 38                       | 42                       | 0                        | 1678                     | 2607                     | 64,4                     | 20162                    | 135                      | 86                       | 82                       | 91,5                     | 454                  | 2476                 | 29                   | 42                   | [ 62 ] |
| Todd Bouman        | 2001–2002           | 6                        | 3                        | 1                        | 2                        | 0                        | 54                       | 95                       | 56,8                     | 880                      | 8                        | 4                        | 80                       | 98,6                     | 10                   | 70                   | 0                    | 21                   | [ 64 ] |
| Spergon Wynn       | 2001                | 3                        | 2                        | 0                        | 2                        | 0                        | 48                       | 98                       | 49,0                     | 418                      | 1                        | 6                        | 47                       | 38,6                     | 8                    | 61                   | 0                    | 14                   | [ 65 ] |
| Gus Frerotte       | 2003–2004 2008      | 43                       | 13                       | 10                       | 3                        | 0                        | 216                      | 367                      | 58,9                     | 2847                     | 19                       | 17                       | 99                       | 81,4                     | 31                   | 5                    | 1                    | 5                    | [ 68 ] |
| Tarvaris Jackson   | 2006–2010           | 36                       | 20                       | 10                       | 10                       | 0                        | 354                      | 603                      | 58,7                     | 3984                     | 24                       | 22                       | 71                       | 76,6                     | 119                  | 535                  | 4                    | 33                   | [ 72 ] |
| Kelly Holcomb      | 2007                | 3                        | 3                        | 0                        | 3                        | 0                        | 42                       | 83                       | 50,6                     | 515                      | 2                        | 1                        | 40                       | 73,1                     | 0                    | 0                    | 0                    | 0                    | [ 74 ] |
| Brooks Bollinger   | 2006–2007           | 7                        | 1                        | 0                        | 1                        | 0                        | 46                       | 68                       | 67,6                     | 537                      | 1                        | 2                        | 50                       | 84,0                     | 5                    | 18                   | 0                    | 10                   | [ 75 ] |
| Brett Favre        | 2009–2010           | 29                       | 29                       | 17                       | 12                       | 0                        | 580                      | 889                      | 65,2                     | 6711                     | 44                       | 26                       | 63                       | 92,2                     | 26                   | 15                   | 0                    | 10                   | [ 78 ] |
| Joe Webb           | 2010–2013           | 17                       | 2                        | 1                        | 1                        | 0                        | 88                       | 152                      | 57,9                     | 853                      | 3                        | 5                        | 46                       | 66,6                     | 41                   | 273                  | 4                    | 65                   | [ 80 ] |
| Donovan McNabb     | 2011                | 6                        | 6                        | 1                        | 5                        | 0                        | 94                       | 156                      | 60,3                     | 1026                     | 4                        | 2                        | 60                       | 82,9                     | 14                   | 59                   | 1                    | 23                   | [ 82 ] |
| Christian Ponder   | 2011–2014           | 38                       | 36                       | 14                       | 21                       | 1                        | 632                      | 1057                     | 59,8                     | 6658                     | 38                       | 36                       | 72                       | 75,9                     | 126                  | 639                  | 7                    | 29                   | [ 83 ] |
| Matt Cassel        | 2013–2014           | 12                       | 9                        | 4                        | 5                        | 0                        | 194                      | 325                      | 59,7                     | 2232                     | 14                       | 13                       | 79                       | 78,1                     | 27                   | 75                   | 1                    | 13                   | [ 86 ] |
| Josh Freeman       | 2013                | 1                        | 1                        | 0                        | 1                        | 0                        | 20                       | 53                       | 37,7                     | 190                      | 0                        | 1                        | 22                       | 40,6                     | 0                    | 0                    | 0                    | 0                    | [ 87 ] |
| Teddy Bridgewater* | 2014–               | 29                       | 28                       | 17                       | 11                       | 0                        | 551                      | 849                      | 64,9                     | 6150                     | 28                       | 21                       | 87                       | 87,0                     | 91                   | 401                  | 4                    | 19                   | [ 89 ] |
| Shaun Hill*        | 2016–               | 7                        | 1                        | 1                        | 0                        | 0                        | 21                       | 42                       | 50                       | 257                      | 0                        | 0                        | 33                       | 69,2                     | 11                   | -2                   | 0                    | 9                    | [ 93 ] |
| Sam Bradford*      | 2016–               | 15                       | 15                       | 7                        | 8                        | 0                        | 395                      | 552                      | 71,6                     | 3877                     | 20                       | 5                        | 71                       | 99,3                     | 20                   | 53                   | 0                    | 24                   | [ 92 ] |

* Statistiche aggiornate alla stagione 2016.
* Quarterback a roster alla stagione 2016.